# Bolívar (Falcón)
Bolívar è un comune del Venezuela situato nello stato del Falcón.
Il capoluogo del comune è la città di San Luis.